# نيل كارتر (عازف قيثارة)
نيل كارتر (بالإنجليزية: Neil Carter)‏ هو عازف قيثارة وملحن بريطاني، ولد في 11 مايو 1958 في بيدفونت في المملكة المتحدة.

## وصلات خارجية
- الموقع الرسمي
- نيل كارتر على موقع ميوزك برينز (الإنجليزية)
- نيل كارتر على موقع ديسكوغز (الإنجليزية)